# 불법 복제
불법 복제(不法複製)란 저작물을 저작권자의 허락없이 불법으로 복사, 유포하는 행위를 말한다. 컴퓨터의 복제 기술, 전송 기술이 급격히 발달하면서 큰 문제로 대두되었다. 고가의 컴퓨터 소프트웨어나 게임, 성인물 등이 많이 유통된다.
1990년대부터 대한민국에서는 플로피 디스크나 콤팩트 디스크를 통한 불법 복제가 성행했다. 2000년대에 들어서는 인터넷을 통한 불법 복제가 성행하고 있다. 인터넷을 통해 휴대전화의 저작물도 불법 복제의 대상이 되었다.
휴대전화의 경우에는 복제폰이 도감청, 문자메시지 확인, 대포폰, 요금 전가등에 악용될 가능성이 높아 전파사업법으로 처벌하고 있다.

## 같이 보기
- 저작권 침해
- 복제 방지
- 쌍둥이폰